# Полонський порцеляновий завод
Полонський порцеляновий завод — колишнє відкрите акціонерне товариство, підприємство з виготовлення порцелянової продукції в місті Полонне Хмельницької області.

## Історія

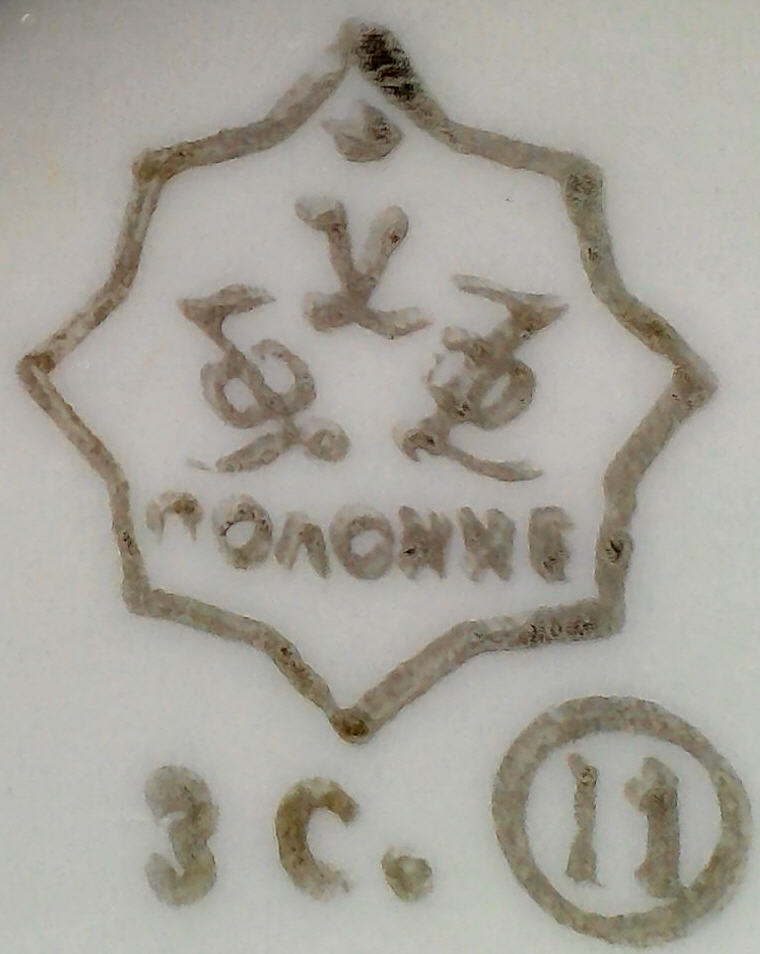
Товарний знак заводу. 1940-ві роки

Наприкінці 80-х років XIX ст. на землях Полонщини, багатих сировинними запасами каолінів, польових шпатів, кварцу, почали виникати порцеляново-фаянсові виробництва. Це були невеликі кустарні майстерні, згодом фабрики, першу з яких заснував фабрикант М. Шапіро в 1889 році.
З 1897 року новий власник фабрики купець-підприємець А. Зусьман спрямував виробництво виключно на випуск фаянсового посуду, а з 1901 року — санітарного фаянсу. Згідно з даними «Пам'ятної книги Волинської губернії за 1907 рік», на фабриці працювало близько 90 робітників при загальній сумі річного обігу в 73 тисячі рублів. Робота на заводі була важкою. Усі технологічні процеси виконувались вручну.
У 1916 році на фабриці відбувся масовий довготривалий страйк. Страйкарі вимагали встановити десятигодинний робочий день, підвищити заробітну плату та оплачувати час хвороби, забезпечити спецодягом. Революційні події в Російській імперії та громадянська війна вплинули на хід виробництва. З 1919 року воно стало занепадати через відсутність ринків збуту. Остаточного руйнування фабрика зазнала в 1922 році, коли Волинський окружний продовольчий комітет на її території влаштував скотоприймальний пункт.
Після утвердження радянської влади на Полонщині завод було націоналізовано та включено до тресту «Укрпромпорцеляна». Після відбудови заводу в 1923 році відновлено виготовлення санітарного фаянсу. Через десять років у зв'язку з підвищенням попиту на порцелянову продукцію підприємство переведено на випуск чайного порцелянового посуду. У 1940 році потужність заводу сягнула 7 млн штук виробів.
Під час Другої світової війни заводські приміщення були зруйновані. Після визволення району від німецьких загарбників завод відновив роботу. У 1947 році виробництво продукції сягнуло довоєнного рівня.
У 1952 році директором заводу став С. С. Сазонов, головним художником — П. М. Іванченко. Покращав і розширився асортимент. Крім чайних та кавових сервізів, з'явилися різноманітні набори, шкатулки, вази, цукерниці, анімалістична та жанрова скульптура. Спеціалістами технологічної лабораторії освоєно випуск тонкостінного посуду. Авторами нових форм і малюнків порцелянових виробів були художники А. О. Мойсеєва, І. Ф. Голембієвська, К. І. Кравченко (Гапонюк), Т. С. Потравна, В. Н. Горолюк.
Після двох післявоєнних десятиріч потужність підприємства зросла на 2 млн штук.
Докорінна перебудова заводу і спеціалізація його переважно на випуск комплектного посуду була здійснена у 1964—1972 роках. На місці старих пристосованих приміщень виросли нові корпуси з механізованим устаткуванням. Такому оновленню завод завдячує сподвижницькій діяльності П. М. Іванченка, призначеного на той час директором.
У 1975 році завод досягнув рівня випуску в 35 млн штук виробів на рік.
Реконструкція заводу продовжилась. Малопродуктивні горна замінили двома тунельними печами безперервної дії, обладнали 10 конвеєрних печей для утильного і декоративного випалу. Всі теплові агрегати перевели на рідке паливо. Запустили потоково-механізовані лінії, формувально-сушильні агрегати. Впровадження нової техніки полегшило умови праці, значно підвищилась її продуктивність. В оснащенні виробництва велику роль відіграли інженерно-технічні служби, очолювані головним інженером, а згодом директором В. В. Ігнатовим. Вагомий внесок у створення напівавтоматів для формування чайників, формувально-сушильних агрегатів зробили заслужені раціоналізатори УРСР Глівінський М. П. та Свінціцький В. Ф.
У 1977 році шляхом реконструкції горнового цеху побудовано новий комплексно-механізований цех із дільницями першого випалу та глазурування, двома автоматизованими печами швидкісного поливного випалу, сортувальним, муфельним і цехом художнього оформлення. Випуск продукції на цій дільниці зріс до 5 млн штук на рік.
За високі показники в роботі ливарниці порцелянових виробів Г. Ф. Сікорській присвоєно звання Героя Соціалістичної Праці, а 36 працівників підприємства удостоєно державних нагород.
Наприкінці 70-х років мав місце спад виробництва. Орієнтація підприємства на валовий випуск продукції призвела до скорочення асортименту й уповільнена впровадження нових високохудожніх виробів. Назріла необхідність у перебудові роботи заводу. У 1985 році цей процес очолив А. М. Суріков.
У стислі строки розширили масозаготівельний цех, запровадили сумісний помел із використанням дубрівської сировини. Основне місце зайняло переобладнання формувального і пічного цехів, де було встановлено формувально-сушильні агрегати з накопичувачами. Протягом 1985—1987 років газифіковано всі теплові агрегати. Це дало змогу позбутися загазованості приміщень і підвищити білизну виробів на 4-5 %. А введення в експлуатацію газопроводу забезпечило газифікацію всього привокзального масиву міста. У цей час зайнятість на виробництві становила близько 2,5 тисяч працюючих.

## У період незалежності України
Розпад Радянського Союзу став непереборним випробуванням для заводу. Було втрачено командно-централізований ринок збуту продукції, розірвано виробничо-економічні зв'язки з постачальниками сировинних матеріалів. Відбулись зміни в управлінні економікою — керівником заводу обрано Л. В. Пулковську. Вона створила нову команду спеціалістів, зусилля яких були направлені на збереження виробництва та забезпечення його стабільної безперервної роботи в нових ринкових умовах.
Значний вклад у переоснащення виробництва внесли технічні служби під керівництвом головного інженера Б. І. Довгаля. Старі енергоємні тунельні печі замінюються новими, що вдвічі зменшило витрати газу. У 1997 році відкрито кар'єр з видобутку місцевої сировини. Переглянуто асортимент продукції з урахуванням потреб часу, освоєно ручний розпис підглазурним кобальтом, плетіння та ліплення з порцелянової маси, використання кольорової глазурі, розпочато випуск порцелянових виробів підвищеної білизни.
У 2001 році на основі виробничих потужностей заводу було виокремлено ЗАТ «Полонський фарфор». У 2003 році обидва підприємства увійшли до корпорації «Укрпромфарфор».
У І півріччі 2008 року склалась складна ситуація на порцеляновому заводі. Значно зменшились обсяги випуску продукції. Здорожчання енергоносіїв, відсутність інвестицій у виробництво, зменшення продуктивності праці, застаріле обладнання зробило підприємство збитковим. 25 липня 2008 року завод припинив свою діяльність.
У 2016 році в судовому порядку завершено розгляд заяви про визнання ЗАТ "Полонський фарфор" банкрутом.
Водночас продовжує існувати ТОВ "Полонський фарфоровий завод". У 2017 році відбулися громадські слухання щодо будівництва лінії з виробництва глазурованого керамограніту на його території. 
Улітку 2018 старі виробничі будівлі було знесено з метою зведення нового промислового підприємства. На даний час ідею щодо відродження виробництва не реалізовано.

## Продукція
На заводі сформувались свої традиції у створенні форм та декору. Зовнішній вигляд продукції та його художній рівень визначало коло митців, колектив яких очолив у 1985 році М. І. Козак.
Основну долю продукції заводу складала продукція масового виробництва, якій характерна округла проста за силуетом форма. Вона виготовлялась механізованим способом, технологічна у виробництві, зручна у користуванні та дешева і доступна кожному покупцю. Оформлялись такі вироби за допомогою аерографа, штампа, деколі та ручного розпису. В орнаментальних мотивах переважають яскраві, соковиті кольори. До цієї групи відноситься чайний сервіз «Романс» (автор форми Валерій Богач), подарункова чашка з блюдцем «Любава», кухлі різної місткості, піали. Для таких виробів, як чайні сервізи «Наталка», «Казка» (Клавдія Гапонюк), кавові сервізи «Сувенір» (Віталій Овчаренко), «Світлячок» (Тетяна Потравна), «Лілея» (Валерій Богач), характерна ускладненість форм та декору, що значно підвищила їх художній рівень. Ці вироби виготовляли способом лиття і оформлялись ручним розписом. Високохудожні малюнки для цих виробів створювали художники Зінаїда Олексенко, Валентина Щербань, Аліса Кордас, Т. І. Старченко.
Налагоджено виробництво власної щовкотрафаретної деколі, що прискорило впровадження нових малюнків. Технологічною лабораторією на чолі з заслуженим раціоналізатором УРСР С. П. Лозіцькою розроблено рецептуру поливи чорного кольору. Це стало особливістю оригінального чайно-кавового сервізу «Серенада», створеного художницею, заслуженим працівником промисловості України З.В.Олексенко, що довгий час був візитівкою Полонського порцелянового заводу.
У 1990-ті роки впроваджується ряд нових оригінальних за формою та призначенням наборів і сервізів: набори для рибних страв «Короп» та «Лящ», кухонні набори «Дюна», «Барвінок» (автор Микола Козак), чайно-кавовий сервіз «Ірис» (Валентина Щербань), набори для кави, морсу «Босфор» (Фелікс Туровський). Вагомий внесок у створення яскравих квіткових, орнаментальних та тематичних малюнків зробили молоді художники Л. В. Монастирська, Л. А. Слуцька, Н. М. Северин.

## Соціальні орієнтири
За роки реконструкції (1970-ті) поліпшились побутові умови робітників: у цехах обладнано кімнати відпочинку, душові кімнати, на території заводу відкрито буфет і їдальню, медпункт з фізіотерапевтичним та стоматологічним кабінетами. Збудовано перший у місті п'ятиповерховий будинок на 64 квартири, дитячий комбінат «Сонечко», піонертабір «Дружба».
У зв'язку з переходом заводу у 1987 році на повний госпрозрахунок з'явилось достатньо фондів для розвитку виробництва і соціальної сфери. За період з 1981 по 1993 роки було побудовано 90-квартирний, 60-квартирний, чотири 30-квартирні п'ятиповерхові будинки.

## Нагороди заводу
Порцеляновий завод нагороджено «Почесним ювілейним знаком» ЦК КПРС, Президії Верховної Ради СРСР, Ради Міністрів СРСР та ВЦРПС на честь 50-річчя СРСР, а також Почесною грамотою Президії Верховної Ради УРСР (1972).
Диплом за найкращу експозицію на ІІ Міжнародному ярмарку «Дім моєї мрії» (1996).
Диплом 3-ї Міжнародної виставки-ярмарку «Експопосуд-99» (1999).
Диплом за підсумками рейтингу «Імена міленіуму, як переможцю в номінації „Посуд-2000“» (2000).
Диплом Міжнародного Академічного рейтингу популярності та якості «Золота фортуна» за 2001 рік.
Диплом переможцю конкурсу в номінації «Найкращий виробник порцеляни» (2002).

## Художники заводу
Козак Микола Іванович (нар. 1947 р., с. Загін, Чернігівщина). Закінчив Миргородський керамічний технікум імені М. В. Гоголя (1968), Львівський державний інститут прикладного і декоративного мистецтва (1980). Працював на Полонському фарфоровому заводі 1968—1969; 1971—1975; 1980—2007; був головним художником з 1985 по 2007 рік. Автор повсякденних і унікальних кавових та чайних сервізів, столових, десертних і дитячих наборів, ваз, предметів подарункового асортименту.